# Distretto di Panao
Il distretto di Panao è uno dei quattro distretti della provincia di Pachitea, in Perù. Si trova nella regione di Huánuco e si estende su una superficie 1580,86 di chilometri quadrati.